# Hymno da Carta
Die Hymno da Carta (portugiesisch für: Hymne der Charta), wurde im Mai 1834 offiziell als Nationalhymne des Königreich Portugals angenommen. Sie ersetzte die Hymno Patriótico. Komponiert wurde sie vom portugiesischen König Peter I. "Carta" steht für die konstitutionelle Charta, die der König Portugal gegeben hatte. Nachdem das Land 1911 zur Republik wurde, wurde die Hymne durch A Portuguesa ersetzt.

## Texte
| Portugiesisch                                                                                  | Übersetzung |
| Erste Strophe                                                                                  | Erste Strophe |
| ---------------------------------------------------------------------------------------------- | --- |
| Ó Pátria, Ó Rei, Ó Povo, Ama a tua Religião Observa e guarda sempre Divinal Constituição       | Oh Land, König und Volk, liebe und diene deiner Religion! Vertrau! deiner Verfassung, göttlich gegeben, dich sollen wir bewahren.                                                     |
| Chor                                                                                           | |
| Viva, viva, viva ó Rei Viva a Santa Religião Vivam Lusos valorosos A feliz Constituição        | Heil, heil, heil dir oh König, Mit unserer heiligen Religion als Grundlage kämpften Lusitaner mit Tapferkeit, Heil unserer gesegneten Verfassung, Heil unserer gesegneten Verfassung! |
| Zweite Strophe                                                                                 | |
| Ó com quanto desafogo Na comum agitação Dá vigor às almas todas Divinal Constituição           | Oh mit dieser Befreiung In der normalen Störung Gibt sie Stärke allen Seelen Göttliche Verfassung                                                                                     |
| Chor                                                                                           | |
| Dritte Strophe                                                                                 | |
| Venturosos nós seremos Em perfeita união Tendo sempre em vista todos Divinal Constituição      | Glücklich werden wir sein In perfekter Einheit immer unsere Göttliche Verfassung berücksichtigend                                                                                     |
| Chor                                                                                           | |
| Vierte Strophe                                                                                 | |
| A verdade não se ofusca O Rei não se engana, não, Proclamemos Portugueses Divinal Constituição | Die Wahrheit wird nicht verwischt Der König irrt sich nicht, nein, Portugiesen lasst uns erklären die göttliche Verfassung                                                            |
| Chor                                                                                           | |